# Neohouzeaua coradata
Neohouzeaua coradata là một loài thực vật có hoa trong họ Hòa thảo. Loài này được T.H.Wen & Q.H.Dai mô tả khoa học đầu tiên năm 1991.